# روبن سبريغز
روبن سبريغز (بالإنجليزية: Robin Spriggs)‏ (1 أبريل 1974)؛ ممثل وروائي أمريكي.

## روابط خارجية
- روبن سبريغز على موقع IMDb (الإنجليزية)